# Градац (Рашка)
Градац је насеље у Србији у општини Рашка у Рашком округу. Према попису из 2022. било је 138 становника. У самом селу недалеко од манастира Градац се налази излетиште Градачка бања, где извире лековита очна вода.

## Демографија
У насељу Градац живи 314 пунолетних становника, а просечна старост становништва износи 47,6 година (47,2 код мушкараца и 48,0 код жена). У насељу има 129 домаћинстава, а просечан број чланова по домаћинству је 2,81.
Ово насеље је у потпуности насељено Србима (према попису из 2002. године), а у последња три пописа, примећен је пад у броју становника.
|  |

| Демографија | Демографија | Демографија |
| Година      | Становника  | Становника  |
| ----------- | ----------- | ----------- |
| 1948.       | 636         |             |
| 1953.       | 616         |             |
| 1961.       | 609         |             |
| 1971.       | 644         |             |
| 1981.       | 454         |             |
| 1991.       | 445         | 444         |
| 2002.       | 368         | 368         |

| Етнички састав према попису из 2002.‍ | Етнички састав према попису из 2002.‍ | Етнички састав према попису из 2002.‍ | Етнички састав према попису из 2002.‍ | Етнички састав према попису из 2002.‍ |
| ------------------------------------ | ------------------------------------ | ------------------------------------ | ------------------------------------ | ------------------------------------ |
|                                      |                                      |                                      |                                      |                                      |
| Срби                                 | Срби                                 |                                      | 368                                  | 100,0%                               |
| непознато                            | непознато                            |                                      | 0                                    | 0,0%                                 |

| Година пописа     | 1948. | 1953. | 1961. | 1971. | 1981. | 1991. | 2002. |
| ----------------- | ----- | ----- | ----- | ----- | ----- | ----- | ----- |
| Број домаћинстава | 118   | 115   | 122   | 142   | 121   | 137   | 129   |

| Број чланова      | 1  | 2  | 3  | 4  | 5  | 6 | 7 | 8 | 9 | 10 и више | Просек |
| ----------------- | -- | -- | -- | -- | -- | - | - | - | - | --------- | ------ |
| Број домаћинстава | 30 | 42 | 18 | 17 | 12 | 7 | 0 | 3 | 0 | 0         | 2,81   |

| Пол    | Укупно | Неожењен/Неудата | Ожењен/Удата | Удовац/Удовица | Разведен/Разведена | Непознато |
| ------ | ------ | ---------------- | ------------ | -------------- | ------------------ | --------- |
| Мушки  | 152    | 38               | 97           | 16             | 0                  | 1         |
| Женски | 169    | 27               | 96           | 44             | 2                  | 0         |
| УКУПНО | 321    | 65               | 193          | 60             | 2                  | 1         |

| Пол    | Укупно                    | Пољопривреда, лов и шумарство | Рибарство                            | Вађење руде и камена | Прерађивачка индустрија       |
| ------ | ------------------------- | ----------------------------- | ------------------------------------ | -------------------- | ----------------------------- |
| Мушки  | 63                        | 13                            | 0                                    | 2                    | 24                            |
| Женски | 26                        | 8                             | 0                                    | 0                    | 5                             |
| УКУПНО | 89                        | 21                            | 0                                    | 2                    | 29                            |
| Пол    | Производња и снабдевање   | Грађевинарство                | Трговина                             | Хотели и ресторани   | Саобраћај, складиштење и везе |
| Мушки  | 0                         | 0                             | 4                                    | 0                    | 12                            |
| Женски | 0                         | 0                             | 3                                    | 0                    | 0                             |
| УКУПНО | 0                         | 0                             | 7                                    | 0                    | 12                            |
| Пол    | Финансијско посредовање   | Некретнине                    | Државна управа и одбрана             | Образовање           | Здравствени и социјални рад   |
| Мушки  | 0                         | 2                             | 3                                    | 1                    | 0                             |
| Женски | 0                         | 1                             | 1                                    | 1                    | 4                             |
| УКУПНО | 0                         | 3                             | 4                                    | 2                    | 4                             |
| Пол    | Остале услужне активности | Приватна домаћинства          | Екстериторијалне организације и тела | Непознато            | Непознато                     |
| Мушки  | 1                         | 0                             | 0                                    | 1                    | 1                             |
| Женски | 3                         | 0                             | 0                                    | 0                    | 0                             |
| УКУПНО | 4                         | 0                             | 0                                    | 1                    | 1                             |

## Галерија
- Градац у пролеће
- Манастир Градац
- Излетиште Градачка бања
- Икона Богородице на Градачкој бањи
- Извор очне воде